# Jacob Coene
Jacob Coene oder Jaques Coene war ein flämischer Maler, Buchmaler und Architekt aus Brügge, der in der Zeit von ca. 1400 bis ca. 1420 in Paris arbeitete. Er ist nur aus schriftlichen Quellen bekannt. In Archivdokumenten wird er auch Magister Jacobus Cona de Bruges genannt. Von der Kunstgeschichte wird er öfters mit dem Boucicaut-Meister oder dem Mazarin-Meister identifiziert, dies ist aber umstritten.

## Leben
Die Familie Coene in Brügge war eine Künstlerfamilie. Aus den Archiven ist ein Maler Quinten Coene bekannt, der 1363 in Brügge blieb. Sein Sohn Jan Coene I war von 1391 bis 1407 offizieller Stadtmaler in Brügge und sein Enkel Jan Coene II war ebenfalls Maler. Jan I war zweimal Dekan der Malergilde in Brügge. Jacob Coene war sehr wahrscheinlich Teil dieser Familie.
Eine erste Schriftquelle erwähnt Jacob Coene 1398 in Paris, wo er Rezepte mit Giovanni Alcherio (erwähnt 1382–1411), einem Spross einer wichtigen Handelsfamilie aus Mailand, für die Komposition von Farben zur Verwendung in Malerei und Malerei teilte. Alcherio hat in seinen Notizen festgehalten, mit wem er zu dem Thema Gespräche geführt hat, hier ist Coene für den  28. Juli 1398 erwähnt. Alcherio beschreibt Coene als flamingus pictor, commorans tunc Parisiis (= Ein in Paris lebender flämischer Maler) und als Illuminator. Alcherio verwendete Coenes Informationen zusammen mit Techniken, die von italienischen und französischen Malern in seinem 1411 veröffentlichten „De coloribus ad pingendum“, von dem Teile in einer Kopie von 1431 von Jean Lebègue überliefert sind.
Auf Empfehlung von Alcherio wurde Jacob Coene 1399 nach Mailand eingeladen, um im Auftrag der Familie Visconti beim Bau des Doms mitzuwirken. Am 20. Juli 1399 werden Coene, Jean Mignot und Jean Compagniosus zu Ingenieure ernannt. Gemäß dem erhaltenen Vertrag wurde Coene beauftragt, Konstruktionszeichnungen für die Fassade der Kathedrale von den Fundamenten bis zur Spitze anzufertigen („designare ecclesiam a foundento usque ad Summitatem“). Am 14. September 1399 wird Coene zum ersten Mal bezahlt, aber danach findet sich sein Name nicht mehr im Archiv.
Coene kehrte wahrscheinlich 1400 nach Paris zurück. Eine Miniatur, die möglicherweise auf Coenes Zeichnungen basiert, befindet sich in einem Alexander-Roman in der British Library in London (MS. Royal 10 B XX). Sie zeigt das Rosettenfenster des Mailänder Doms und wird dem Meister des Harvard Hannibals zugeschrieben, einem Pariser Buchmaler, der in Paris im Umkreis Boucicaut-Meisters wirkte.
Eine Rechnung von 1407 belegt, dass Jacob Coene 1404 im Auftrag des burgundischen Herzogs Philipp dem Kühnen 20 Franken von Jacues Raponde für seine Arbeit an einer Bibel in Französisch und Latein erhielt. Für dieses Projekt arbeitete Coene mit Ymbert Stanier und Jean Hainsselin van Hagenot (auch: Haincelin van Haguenau) zusammen, die 24 bzw. 16 Franken erhielten. Im Vertrag wird auf Coene als Maler (peintre) Bezug genommen, die beiden anderen als Illuministen (Enlumineur). Diese Bibel, wahrscheinlich war es eine Bibel Moralisée, ist verloren gegangen. Damit ist gesichert, dass Coene in Verbindung mit den Brüdern Limburg gestanden haben muss, die damals gerade nach Paris gekommen waren, um für den Burgunderherzog an einer anderen Bibel zu arbeiten.

## Zuschreibungsversuche
Obwohl Jacob Coene aus Archivalien bekannt ist, kann ihm urkundlich keine erhaltene Arbeit zugewiesen werden. Sein Stil ist also unbekannt. Viele Kunsthistoriker haben Coene mit dem sogenannten Boucicaut-Meister identifiziert, einem Notnamen für eine Werkgruppe, die für die Zeit von etwa 1408 bis 1420 in Paris angesiedelt wird. Die Identifikation von Jacob Coene mit dem Boucicaut-Meister wurde zuerst 1906 von Paul Durrieu vorgeschlagen, der sich auf die Vergleichbarkeit mit Miniaturen in den Très belles Heures du Duc de Berry stützte. Durrieu schrieb die Miniaturen dem der damals gebildeten Werkgruppe mit dem Namen Boucicaut-Meister zu, diese Zuschreibung wird heute aber nicht mehr akzeptiert. Millard Meiss hat dann später diese Miniaturen Jacquemart de Hesdin gegeben, eine Zuschreibung, die heute allgemein akzeptiert wird.
Gegen Ende der 1990er Jahre hat der Kunsthistoriker François Avril vorgeschlagen, Jacob Coene mit dem neu entdeckten und charakterisierten Mazarin-Meister zu identifizieren. Dessen in Paris entstandenes Werk wurde traditionell in den Werkkomplex des Boucicaut-Meister eingegliedert. Avril hat dabei Überlegungen von Gabriele Bartz aufgegriffen, innerhalb des größeren Werkkomplexes eine eigene Werkstatt auszusondern, die deutliche Bezüge zu flämischen Buchmalerei zeigt. Namensgebend wurde dabei ein um 1420 entstandenes Stundenbuch, das unter der Signatur Ms. 469 heute in der Pariser Bibliothèque Mazarine aufbewahrt wird. Es lässt sich zeigen, dass dieser sogenannte Mazarin-Meister vor allem für die burgundische Partei und für den Burgunderherzog Johann Ohnefurcht selbst gearbeitet hat. Er hat nach Ausweis der erhaltenen Werke in verschiedenen Handschriften immer wieder mit dem Bedford-Meister und dem Egerton-Meister zusammengearbeitet. Wenn die von der Forschung öfters geäußerte Identifizierung des Bedford-Meisters mit Haincelin de Hagenau zutrifft, so würde auch dieses Detail mit dem urkundlichen Profil von Jacob Coene zusammenpassen.